# Vysšaja Liga 1988
La Vysšaja Liga è stata la 52ª edizione della massima serie del campionato sovietico di calcio, disputato tra il 7 marzo e il 19 novembre 1988 e concluso con la vittoria del Dnepr, al suo secondo titolo. 
Capocannonieri del torneo sono stati Aleksandr Borodjuk (Dinamo Mosca) e Jevhen Šachov (Dnepr) con 16 reti.

## Stagione

### Formula
Le squadre partecipanti rimasero 16: alle due retrocesse (CSKA Mosca e Guria Lanchkhuti) subentrarono le neo promosse Čornomorec' e Lokomotiv Mosca.
Le 16 squadre si incontrarono in gironi di andata e ritorno per un totale di 30 incontri.
Vennero assegnati 2 punti per la vittoria, uno per il pareggio e zero per la sconfitta: vigeva il limite massimo di 10 pareggi in base al quale i pareggi dall'undicesimo in poi non davano punti; a Spartak Mosca e Dinamo Minsk questa regola non fu applicata.
Al termine della stagione le ultime due classificate retrocessero in Pervaja Liga.

### Avvenimenti
Dall'iniziale bagarre, che vide prevalere in testa per brevi periodi la Torpedo Mosca e lo Zenit San Pietroburgo, uscì fuori all'undicesima giornata la Dinamo Kiev che concluse il girone di andata in testa con tre punti di vantaggio sullo Spartak Mosca e sul Dnepr. Nelle giornate seguenti, quest'ultima squadra si rivelò in grado di mantenere il passo della capolista, agganciandola alla ventunesima e completando la rimonta dopo due gare. Pur perdendo lo scontro diretto in programma alla venticinquesima giornata, il Dnepr amministrò il proprio vantaggio assicurandosi con una gara di anticipo il titolo e l'accesso alla Coppa dei Campioni
Vincendo successivamente la coppa nazionale, il Dnepr lasciò il proprio posto in Coppa delle Coppe alla finalista Torpedo Mosca che, già classificatosi in terza posizione, cedette il diritti per accedere alla Coppa UEFA allo Zenit San Pietroburgo sesto.
In zona retrocessione, il Qairat rimase inchiodato sul fondo per tutta la durata del campionato, totalizzando solamente cinque punti nel corso del girone di andata e uscendo fuori dal discorso salvezza con quattro gare di anticipo. Dopo due giornate cedette anche il Neftçi Baku, che nel corso del girone di ritorno aveva perso progressivamente il contatto con le altre pretendenti alla salvezza.

## Squadre partecipanti
| Club             | Stagione | Repubblica     | Città          | Stadio                                                                   | Stagione precedente            |
| ---------------- | -------- | -------------- | -------------- | ------------------------------------------------------------------------ | ------------------------------ |
| Ararat           | dettagli | RSS Armena     | Erevan         | Stadio Hrazdan Stadio della Repubblica (Chișinău) (5ª)                   | 8° in Vysšaja Liga             |
| Čornomorec'      | dettagli | RSS Ucraina    | Odessa         | Stadio Centrale ChMP                                                     | 1° in Pervaja Liga             |
| Dinamo Kiev      | dettagli | RSS Ucraina    | Kiev           | Stadio Centrale                                                          | 6° in Vysšaja Liga             |
| Dinamo Minsk     | dettagli | RSS Bielorussa | Minsk          | Stadio Dinamo                                                            | 5° in Vysšaja Liga             |
| Dinamo Mosca     | dettagli | RSFS Russa     | Mosca          | Olimpijskij (1ª-6ª) Stadio Dinamo (9ª-26ª) Stadio CSKA (30ª)             | 10° in Vysšaja Liga            |
| Dinamo Tbilisi   | dettagli | RSS Georgiana  | Tbilisi        | Stadio Lenin                                                             | 13° in Vysšaja Liga            |
| Dnepr            | dettagli | RSS Ucraina    | Dnepropetrovsk | Stadio Meteor                                                            | 2° in Vysšaja Liga             |
| Lokomotiv Mosca  | dettagli | RSFS Russa     | Mosca          | Stadio CSKA (1ª-23ª) Olimpijskij (3ª-6ª) Stadio Lokomotiv (7ª-21ª)       | 2° in Pervaja Liga             |
| Metalist         | dettagli | RSS Ucraina    | Charkiv        | Stadio Metalist                                                          | 11° in Vysšaja Liga            |
| Neftçi Baku      | dettagli | RSS Azera      | Baku           | Stadio della Repubblica Lenin (7ª-21ª) Stadio Centrale (Volgograd) (20ª) | 9° in Vysšaja Liga             |
| Qairat           | dettagli | RSS Kazaka     | Alma-Ata       | Stadio Centrale                                                          | 12° in Vysšaja Liga            |
| Šachtar          | dettagli | RSS Ucraina    | Donec'k        | Stadio Šachtar                                                           | 7° in Vysšaja Liga             |
| Spartak Mosca    | dettagli | RSFS Russa     | Mosca          | Olimpijskij (1ª-5ª, 29ª-30ª) Stadio Centrale Lenin (10ª-21ª)             | Campione dell'Unione Sovietica |
| Torpedo Mosca    | dettagli | RSFS Russa     | Mosca          | Stadio Torpedo (4ª-30ª)                                                  | 4° in Vysšaja Liga             |
| Žalgiris         | dettagli | RSS Lituana    | Vilnius        | Stadio Lokomotyvas                                                       | 3° in Vysšaja Liga             |
| Zenit Leningrado | dettagli | RSFS Russa     | Leningrado     | Stadio Lenin (2ª-28ª) Stadio Kirov (7ª-25ª)                              | 14° in Vysšaja Liga            |

## Allenatori
| Squadra          | Stadio                                                | Calciatore più presente                 | Cannoniere                                   |
| ---------------- | ----------------------------------------------------- | --------------------------------------- | -------------------------------------------- |
| Ararat           | Arkadi Andreasyan                                     | Aleksandr Podšivalov (30)               | Ašot Xačatryan (5)                           |
| Čornomorec'      | Anatolij Polosin (1ª-11ª) Jurij Zabolotny (12ª-30ª)   | Volodymyr Ploskina (30)                 | Oleksandr Nikiforov Gennadij Perepadenko (4) |
| Dinamo Kiev      | Valerij Lobanovs'kyj                                  | Anatolij Dem"janenko Vasyl' Rac (30)    | Oleh Protasov (11)                           |
| Dinamo Minsk     | Ėduard Malafeeŭ (1ª, 8ª-30ª) Ivan Savostikov (2ª-7ª)  | Sjarhej Hocmanaŭ (29)                   | Sjarhej Hocmanaŭ (5)                         |
| Dinamo Mosca     | Anatolij Byšovec                                      | Viktor Losev (30)                       | Aleksandr Borodjuk (16)                      |
| Dinamo Tbilisi   | German Zonin (1ª-11ª) Davit Q'ipiani (12ª-30ª)        | Otar Gabelia (29)                       | Gia Guruli (9)                               |
| Dnepr            | Jevhen Kučerevs'kyj                                   | Serhij Baškyrov (29)                    | Jevhen Šachov (16)                           |
| Lokomotiv Mosca  | Jurij Sëmin                                           | Stanislav Čerčesov (30)                 | Michail Rusjaev (15)                         |
| Metalist         | Evgeniy Lemeshko                                      | Ihor Jakubovskyj (30)                   | Jurij Tarasov, Igor Yakubovsky (6)           |
| Neftçi Baku      | Ağasəlim Mircavadov (1ª-21ª) Jurij Kuznecov (22ª-30ª) | Mashallah Akhmedov, Valeri Panchik (28) | Mashallah Akhmedov (10)                      |
| Qairat           | Timur Segizbaev (1ª-13ª) Leonid Ostroushko (14ª-30ª)  | Viktor Karachun (29)                    | Sergei Volgin (8)                            |
| Šachtar          | Anatolij Kon'kov                                      | Jevhen Dragunov, Oleh Smolyaninov (30)  | Ihor Petrov (10)                             |
| Spartak Mosca    | Konstantin Beskov                                     | Fëdor Čerenkov (30)                     | Sergej Rodionov (12)                         |
| Torpedo Mosca    | Valentin Ivanov                                       | Sergei Agashkov (30)                    | Andrei Rudakov (9)                           |
| Žalgiris         | Benjaminas Zelkevičius                                | Sigitas Jakubauskas (29)                | Arminas Narbekovas (9)                       |
| Zenit Leningrado | Stanislav Zavidonov                                   | Michail Birjukov (30)                   | Sergej Dmitriev (9)                          |

## Classifica finale
|  | Pos. | Squadra          | Pt | G  | V  | N  | P  | GF | GS | DR  |
|  | ---- | ---------------- | -- | -- | -- | -- | -- | -- | -- | --- |
|  | 1.   | Dnepr            | 46 | 30 | 18 | 10 | 2  | 49 | 23 | +26 |
|  | 2.   | Dinamo Kiev      | 43 | 30 | 17 | 9  | 4  | 43 | 19 | +24 |
|  | 3.   | Torpedo Mosca    | 42 | 30 | 17 | 8  | 5  | 39 | 23 | +16 |
|  | 4.   | Spartak Mosca    | 39 | 30 | 14 | 11 | 5  | 40 | 26 | +14 |
|  | 5.   | Žalgiris         | 35 | 30 | 14 | 7  | 9  | 39 | 35 | +4  |
|  | 6.   | Zenit Leningrado | 31 | 30 | 11 | 9  | 10 | 35 | 34 | +1  |
|  | 7.   | Lokomotiv Mosca  | 30 | 30 | 10 | 12 | 8  | 35 | 29 | +6  |
|  | 8.   | Šachtar          | 28 | 30 | 9  | 10 | 11 | 30 | 28 | +2  |
|  | 9.   | Ararat           | 27 | 30 | 9  | 9  | 12 | 21 | 28 | -7  |
|  | 10.  | Dinamo Mosca     | 26 | 30 | 9  | 8  | 13 | 32 | 38 | -6  |
|  | 11.  | Metalist         | 26 | 30 | 8  | 10 | 12 | 29 | 36 | -7  |
|  | 12.  | Dinamo Minsk     | 25 | 30 | 7  | 11 | 12 | 29 | 34 | -5  |
|  | 13.  | Čornomorec'      | 24 | 30 | 9  | 6  | 15 | 24 | 37 | -13 |
|  | 14.  | Dinamo Tbilisi   | 23 | 30 | 9  | 5  | 16 | 28 | 37 | -9  |
|  | 15.  | Neftçi Baku      | 17 | 30 | 5  | 7  | 18 | 28 | 46 | -18 |
|  | 16.  | Qairat           | 16 | 30 | 6  | 4  | 20 | 25 | 53 | -28 |

Legenda:

     Campione dell'URSS 1988 e qualificata in Coppa dei Campioni 1989-1990
      Vincitrice della Coppa dell'URSS e qualificata in Coppa delle Coppe 1989-1990
      Qualificate in Coppa UEFA 1989-1990
      Retrocesse in Pervaja Liga 1989
Regolamento:
Due punti a vittoria, uno a pareggio, zero a sconfitta.
Le squadre che superano i 10 pareggi non otterranno più punti da tale risultato, a meno di particolari condizioni come la convocazione di due o più giocatori in nazionale.
In caso di arrivo di due o più squadre a pari punti, la graduatoria verrà stilata secondo la classifica avulsa tra le squadre interessate che prevede, in ordine, i seguenti criteri:
- Numero di vittorie ottenute.
- Punti negli scontri diretti.
- Differenza reti negli scontri diretti.
- Differenza reti generale.
- Reti realizzate in generale.
- Sorteggio.

Questi criteri non vengono applicati in caso di arrivo in testa di due o più squadre a pari punti, per cui sarebbe stato disputato uno spareggio.
Note:
Spartak Mosca e Dinamo Minsk non vengono penalizzate per aver superato il limite massimo di 10 pareggi grazie alla convocazione di più di due giocatori in nazionale.
Lokomotiv Mosca penalizzato di due punti per aver superato il limite massimo di 10 pareggi.

## Risultati

### Tabellone
| Dnepr            |     | 0-0 | 2-0 | 0-0 | 3-1 | 1-1 | 2-1 | 4-2 | 3-0 | 2-0 | 1-1 | 4-3 | 2-1 | 0-0 | 3-2 | 3-0 |
| Dinamo Kiev      | 2-0 |     | 3-0 | 1-2 | 3-1 | 2-0 | 1-0 | 0-0 | 2-0 | 2-1 | 3-0 | 1-1 | 1-0 | 1-0 | 3-0 | 3-0 |
| Torpedo Mosca    | 1-0 | 2-0 |     | 2-0 | 2-2 | 2-1 | 2-1 | 2-0 | 2-0 | 2-1 | 1-0 | 1-0 | 2-0 | 1-0 | 3-1 | 2-0 |
| Spartak Mosca    | 2-2 | 1-0 | 0-0 |     | 1-1 | 1-1 | 1-1 | 2-2 | 1-1 | 1-0 | 2-1 | 4-2 | 3-1 | 3-0 | 2-0 | 2-0 |
| Žalgiris Vilnius | 2-2 | 0-0 | 2-2 | 2-0 |     | 2-0 | 1-2 | 1-0 | 1-0 | 2-1 | 2-1 | 1-0 | 2-1 | 0-1 | 2-0 | 2-0 |
| Zenit Lenigrado  | 0-1 | 1-1 | 2-0 | 0-0 | 1-2 |     | 3-2 | 0-0 | 2-1 | 0-1 | 2-1 | 0-0 | 2-0 | 5-4 | 2-0 | 2-1 |
| Lokomotiv Mosca  | 0-1 | 1-1 | 1-1 | 2-2 | 2-2 | 2-0 |     | 2-0 | 1-0 | 2-2 | 1-1 | 0-0 | 2-0 | 2-1 | 1-0 | 3-0 |
| Šachtar          | 0-0 | 1-1 | 0-0 | 0-0 | 5-1 | 1-0 | 0-1 |     | 2-0 | 2-0 | 3-0 | 0-1 | 0-1 | 3-1 | 0-2 | 2-0 |
| Ararat           | 0-0 | 1-2 | 0-2 | 1-0 | 1-0 | 1-0 | 0-0 | 1-0 |     | 0-1 | 2-0 | 0-0 | 1-1 | 3-1 | 0-0 | 1-0 |
| Dinamo Mosca     | 1-2 | 1-2 | 2-0 | 1-2 | 0-0 | 3-2 | 2-0 | 1-1 | 1-1 |     | 1-1 | 2-1 | 1-3 | 0-0 | 1-0 | 4-3 |
| Metalist         | 0-2 | 1-1 | 1-1 | 2-0 | 2-1 | 1-1 | 1-0 | 1-2 | 1-2 | 1-0 |     | 3-1 | 0-1 | 2-0 | 1-0 | 1-1 |
| Dinamo Minsk     | 0-1 | 1-2 | 1-1 | 0-2 | 0-1 | 1-1 | 3-2 | 1-0 | 0-0 | 0-0 | 1-1 |     | 2-0 | 0-0 | 3-1 | 3-1 |
| Čornomorec'      | 1-3 | 2-1 | 0-2 | 0-1 | 1-0 | 1-2 | 0-1 | 1-1 | 2-1 | 1-1 | 1-1 | 0-0 |     | 2-0 | 1-0 | 1-0 |
| Dinamo Tbilisi   | 0-1 | 1-1 | 0-1 | 1-0 | 2-1 | 0-1 | 0-0 | 2-0 | 1-2 | 3-1 | 1-2 | 2-1 | 2-0 |     | 2-0 | 3-1 |
| Neftçi Baku      | 2-2 | 2-1 | 1-1 | 1-2 | 1-2 | 1-2 | 1-1 | 2-2 | 1-1 | 0-1 | 1-1 | 2-1 | 2-0 | 1-0 |     | 4-2 |
| Qaýrat           | 0-2 | 0-1 | 2-1 | 1-3 | 1-2 | 1-1 | 1-1 | 0-1 | 1-0 | 2-1 | 1-0 | 1-2 | 1-1 | 2-0 | 2-1 |     |
| ---------------- | --- | --- | --- | --- | --- | --- | --- | --- | --- | --- | --- | --- | --- | --- | --- | --- |

## Statistiche

### Squadre

#### Capoliste solitarie
|    | —— | ——            | ——            | ——    | ——    | ——          | ——          | —— | ——  | ——          | ——          | ——          | ——          | ——          | ——          | ——          | ——          | ——          | ——          | ——  | ——  | ——    | ——    | ——    | ——    | ——    | ——    | ——    | ——    | —— |  |
|    |    | Torpedo Mosca | Torpedo Mosca | Zenit | Zenit | Dinamo Kiev | Dinamo Kiev |    |     | Dinamo Kiev | Dinamo Kiev | Dinamo Kiev | Dinamo Kiev | Dinamo Kiev | Dinamo Kiev | Dinamo Kiev | Dinamo Kiev | Dinamo Kiev | Dinamo Kiev |     |     | Dnepr | Dnepr | Dnepr | Dnepr | Dnepr | Dnepr | Dnepr | Dnepr |    |  |
|    |    |               |               |       |       |             |             |    |     |             |             |             |             |             |             |             |             |             |             |     |     |       |       |       |       |       |       |       |       |    |  |
|    |    |               |               |       |       |             |             |    |     |             |             |             |             |             |             |             |             |             |             |     |     |       |       |       |       |       |       |       |       |    |  |
| 1ª | 2ª | 3ª            | 4ª            | 5ª    | 6ª    | 7ª          | 8ª          | 9ª | 10ª | 11ª         | 12ª         | 13ª         | 14ª         | 15ª         | 16ª         | 17ª         | 18ª         | 19ª         | 20ª         | 21ª | 22ª | 23ª   | 24ª   | 25ª   | 26ª   | 27ª   | 28ª   | 29ª   | 30ª   |    |  |

#### Classifica in divenire
|                  | 1ª | 2ª | 3ª | 4ª | 5ª | 6ª | 7ª | 8ª | 9ª | 10ª | 11ª | 12ª | 13ª | 14ª | 15ª | 16ª | 17ª | 18ª | 19ª | 20ª | 21ª | 22ª | 23ª | 24ª | 25ª | 26ª | 27ª | 28ª | 29ª | 30ª |
|                  |    |    |    |    |    |    |    |    |    |     |     |     |     |     |     |     |     |     |     |     |     |     |     |     |     |     |     |     |     |     |
| ---------------- | -- | -- | -- | -- | -- | -- | -- | -- | -- | --- | --- | --- | --- | --- | --- | --- | --- | --- | --- | --- | --- | --- | --- | --- | --- | --- | --- | --- | --- | --- |
| Ararat           | 1  | 3  | 3  | 3  | 4  | 6  | 6  | 7  | 9  | 9   | 10  | 12  | 12  | 12  | 14  | 15  | 17  | 17  | 17  | 18  | 19  | 21  | 22  | 24  | 24  | 25  | 25  | 27  | 27  | 27  |
| Čornomorec'      | 0  | 2  | 2  | 4  | 4  | 6  | 6  | 6  | 8  | 10  | 12  | 12  | 12  | 14  | 15  | 16  | 16  | 17  | 19  | 20  | 20  | 20  | 20  | 22  | 23  | 24  | 24  | 24  | 24  | 24  |
| Dinamo Kiev      | 1  | 2  | 4  | 4  | 6  | 8  | 10 | 12 | 13 | 15  | 17  | 19  | 20  | 22  | 24  | 25  | 26  | 28  | 29  | 30  | 30  | 32  | 33  | 33  | 35  | 35  | 37  | 39  | 41  | 43  |
| Dinamo Minsk     | 1  | 1  | 3  | 4  | 4  | 5  | 6  | 6  | 7  | 7   | 9   | 11  | 11  | 11  | 12  | 13  | 15  | 15  | 16  | 17  | 17  | 19  | 20  | 20  | 21  | 21  | 21  | 23  | 23  | 25  |
| Dinamo Mosca     | 2  | 4  | 4  | 5  | 5  | 7  | 9  | 9  | 9  | 10  | 10  | 12  | 12  | 13  | 13  | 13  | 13  | 14  | 14  | 15  | 16  | 18  | 19  | 20  | 22  | 24  | 24  | 24  | 24  | 26  |
| Dinamo Tbilisi   | 2  | 4  | 4  | 4  | 6  | 6  | 6  | 8  | 8  | 8   | 8   | 8   | 9   | 9   | 9   | 11  | 13  | 13  | 14  | 15  | 17  | 17  | 19  | 20  | 21  | 21  | 23  | 23  | 23  | 23  |
| Dnepr            | 1  | 2  | 4  | 4  | 6  | 7  | 8  | 9  | 11 | 13  | 15  | 16  | 18  | 19  | 21  | 23  | 24  | 26  | 27  | 28  | 30  | 32  | 34  | 36  | 36  | 38  | 40  | 42  | 44  | 46  |
| Lokomotiv Mosca  | 2  | 2  | 4  | 6  | 6  | 7  | 8  | 9  | 11 | 11  | 11  | 12  | 14  | 16  | 16  | 17  | 18  | 18  | 19  | 21  | 23  | 23  | 24  | 25  | 26  | 26  | 28  | 28  | 28  | 30  |
| Metalist         | 0  | 1  | 3  | 3  | 3  | 4  | 5  | 5  | 6  | 8   | 9   | 11  | 13  | 14  | 14  | 15  | 15  | 17  | 19  | 20  | 20  | 20  | 20  | 20  | 20  | 21  | 23  | 23  | 24  | 26  |
| Neftçi Baku      | 0  | 0  | 0  | 0  | 1  | 1  | 3  | 5  | 5  | 5   | 7   | 7   | 7   | 9   | 9   | 10  | 11  | 11  | 11  | 12  | 12  | 12  | 12  | 14  | 15  | 15  | 16  | 16  | 17  | 17  |
| Qaýrat           | 0  | 0  | 0  | 0  | 2  | 2  | 3  | 3  | 3  | 3   | 3   | 3   | 5   | 5   | 7   | 7   | 7   | 8   | 9   | 9   | 11  | 11  | 11  | 11  | 12  | 12  | 12  | 14  | 16  | 16  |
| Šachtar          | 2  | 3  | 3  | 5  | 6  | 6  | 7  | 7  | 7  | 8   | 8   | 8   | 8   | 8   | 10  | 11  | 13  | 15  | 17  | 18  | 19  | 19  | 20  | 22  | 24  | 25  | 25  | 26  | 28  | 28  |
| Spartak Mosca    | 2  | 3  | 3  | 5  | 6  | 7  | 9  | 11 | 13 | 15  | 16  | 17  | 18  | 20  | 21  | 21  | 21  | 23  | 25  | 26  | 27  | 29  | 31  | 33  | 33  | 35  | 37  | 37  | 38  | 39  |
| Torpedo Mosca    | 2  | 3  | 5  | 7  | 7  | 8  | 8  | 9  | 9  | 11  | 12  | 12  | 14  | 16  | 18  | 19  | 20  | 22  | 24  | 26  | 28  | 30  | 32  | 32  | 34  | 35  | 36  | 38  | 40  | 42  |
| Žalgiris         | 0  | 0  | 2  | 4  | 6  | 7  | 9  | 11 | 12 | 14  | 15  | 16  | 18  | 18  | 19  | 21  | 22  | 22  | 22  | 22  | 24  | 26  | 26  | 27  | 29  | 31  | 33  | 35  | 35  | 35  |
| Zenit Leningrado | 0  | 2  | 4  | 6  | 8  | 9  | 9  | 11 | 13 | 13  | 14  | 16  | 17  | 18  | 18  | 19  | 21  | 22  | 22  | 23  | 23  | 23  | 25  | 25  | 25  | 27  | 27  | 28  | 30  | 31  |

#### Primati stagionali
Squadre
- Maggior numero di vittorie: Dnepr (18)
- Minor numero di sconfitte: Dnepr (2)
- Migliore attacco: Dnepr (49 gol fatti)
- Miglior difesa: Dinamo Kiev (19 gol subiti)
- Miglior differenza reti: Dnepr (+26)
- Maggior numero di pareggi: Lokomotiv Mosca (12)
- Minor numero di pareggi: Qairat (4)
- Maggior numero di sconfitte: Qairat (20)
- Minor numero di vittorie: Neftçi Baku (5)
- Peggiore attacco: Čornomorec'  (24 gol fatti)
- Peggior difesa: Qairat (53 gol subiti)
- Peggior differenza reti: Qairat (-28)

Partite
- Più gol (9):

Zenit-Dinamo Tbilisi 5-4; 19 marzo 1988

### Individuali

#### Classifica marcatori
| Gol | Rigori |  | Giocatore          | Squadra          |
| --- | ------ |  | ------------------ | ---------------- |
| 16  | 4      |  | Jevhen Šachov      | Dnepr            |
| 16  | 3      |  | Aleksandr Borodjuk | Dinamo Mosca     |
| 15  | 2      |  | Michail Rusjaev    | Lokomotiv Mosca  |
| 12  | 2      |  | Sergej Rodionov    | Spartak Mosca    |
| 11  | 1      |  | Oleh Protasov      | Dinamo Kiev      |
| 10  | 2      |  | Ihor Petrov        | Šachtar          |
| 10  | 1      |  | Mashallah Akhmedov | Neftçi Baku      |
| 9   | 1      |  | Volodymyr Ljutyj   | Dnepr            |
| 9   |        |  | Andrej Rudakov     | Torpedo Mosca    |
| 9   | 1      |  | Sergej Dmitriev    | Zenit Leningrado |
| 9   | 3      |  | Arminas Narbekovas | Žalgiris         |
| 9   | 2      |  | Gia Guruli         | Dinamo Tbilisi   |